# Giuseppe Garampi
Giuseppe Garampi (né le 29 octobre 1725 à Rimini en Émilie-Romagne, alors dans les États pontificaux et mort le 4 mai 1792 à Rome) est un cardinal et historien italien du XVIIIe siècle. 

## Biographie
Giuseppi Garampi est issu d'une noble famille riminaise. Il est le fils du comte Lorenzo Garampi et le frère de Francesco Garampi, camérier du pape Pie VI.
De 1751 à 1772, Mgr Garampi est préfet des Archives secrètes du Vatican et du château Saint-Ange. Il est nommé archevêque titulaire de Bérythe (de) en 1772 et devient nonce apostolique en Pologne, en Autriche (en) en 1776 (à Vienne), en Hongrie et en Bohême. En 1776, il est nommé évêque de Montefiascone et Corneto. Le pape Pie VI le crée cardinal lors du consistoire du 14 février 1785. Il ne participe à aucun conclave.
Le cardinal Garampi entretient une correspondance avec des personnalités importantes et savantes de toute l'Europe et est un théoricien important de la curie romaine. Il a beaucoup influencé le bref apostolique Quod aliquantum de Pie VI du 10 mars 1791 contre la constitution civile du clergé. Sa correspondance avec le chanoine Jean Pey, du chapitre de Notre-Dame-de-Paris pendant la Révolution française, notamment la Terreur, déposée aux Archives secrètes du Vatican, attend d'être publiée.

## Succession apostolique
Giuseppe Garampi a ordonné les évêques suivants :
- Archevêque Michał Jerzy Poniatowski (pl) (1773)
- Évêque Walenty Wołczacki, O.P. (1774)